# Malheur (nouvelle)
Pour les articles homonymes, voir Malheur.
Malheur est une nouvelle d'Anton Tchekhov, publiée en 1886.

## Historique
Malheur est initialement publié dans la revue russe Le Journal de Pétersbourg, numéro 330, du 1er décembre 1886, sous le pseudonyme A.Tchekhonte .  Aussi traduit en français sous le titre Une tuile.

## Résumé
Nicolas Poutokhine émerge de cinq jours d’alcool et de débauche. Les souvenirs lui reviennent petit à petit : une suédoise, une chambre, des habits de femmes, son supérieur hiérarchique qui le licencie, la bière, le cognac.
Aujourd’hui, Nicolas Poutokhine a mal à la tête et il se demande comment il va expliquer à sa femme les cinq nuits d’absence, la perte de sa montre, de son argent et de son travail. Il va falloir que la famille se serre la ceinture. Il craint le pire.
Quand il arrive chez lui, sa femme ne lui dit rien. Sur un papier, il lui explique ce qu’il a fait. Elle lui répond de faire face et de chercher un nouveau travail.
Une semaine plus tard, il a une nouvelle place et, maintenant, il fait l’aumône aux ivrognes.

## Édition française
- Une tuile, traduit par Edouard Parayre, Les Editeurs français réunis, 1958.